# Soulier d'or belge 2018
Le Soulier d'or 2018 est un trophée individuel, récompensant le meilleur joueur du championnat de Belgique sur l'ensemble de l'année 2018. Ceci comprend donc deux demi-saisons, la fin de la saison 2017-2018, de janvier à juin, et le début de la saison 2018-2019, de juillet à décembre.
Il s'agit de la soixante-cinquième édition du trophée, remporté par le milieu belge Hans Vanaken du Club Bruges KV. 

## Classement
| Place | Pays            | Joueur             | Club(s)                                   | Points |
| ----- | --------------- | ------------------ | ----------------------------------------- | ------ |
| 1.    | Belgique        | Hans Vanaken       | Club Bruges KV                            | 250    |
| 2.    | Maroc           | Mehdi Carcela      | Standard de Liège                         | 143    |
| 3.    | Espagne         | Alejandro Pozuelo  | KRC Genk                                  | 119    |
| 4.    | Brésil Belgique | Edmilson Junior    | Standard de Liège / Al-Duhail Sports Club | 80     |
| 5.    | Belgique        | Leandro Trossard   | KRC Genk                                  | 77     |
| 6.    | Ukraine         | Ruslan Malinovskyi | KRC Genk                                  | 40     |
| 7.    | Belgique        | Ruud Vormer        | Club Bruges KV                            | 22     |
| 8.    | Espagne         | Luis Garcia        | KAS Eupen                                 | 6      |
| 8.    | Belgique        | Brandon Mechele    | Club Bruges KV                            | 6      |
| 8.    | Tanzanie        | Mbwana Aly Samatta | KRC Genk                                  | 6      |
| 11.   | Norvège         | Sander Berge       | KRC Genk                                  | 4      |
| 11.   | Ukraine         | Roman Bezus        | K Saint-Trond VV                          | 4      |
| 11.   | Croatie         | Lovre Kalinić      | KAA La Gantoise                           | 4      |
| 11.   | Japon           | Daichi Kamada      | K Saint-Trond VV                          | 4      |
| 11.   | Belgique        | Anthony Limbombe   | Club Bruges KV / FC Nantes                | 4      |
| 11.   | France          | Adrien Trebel      | RSC Anderlecht                            | 4      |
| 17.   | Turquie         | Sinan Bolat        | Royal Antwerp FC                          | 3      |

## Autres prix
- But de l'année : Siebe Schrijvers
- Entraineur de l'année : Ivan Leko
- Meilleur gardien : Lovre Kalinić
- Espoir de l'année : Wesley
- Meilleur Belge à l'étranger : Eden Hazard
- Soulier d'or féminin : Tessa Wullaert

### Sources
- (nl) Drie op een rij voor Club Brugge: Hans Vanaken wint 65ste Gouden Schoen, hln.be
- Vanaken décroche comme prévu le Soulier d'Or, Carcela et Pozuelo complètent le podium, rtbf.be
- Ivan Leko, Lovre Kalinic et Wesley Moraes récompensés lors du gala du Soulier d'Or, rtbf.be